# Người sói

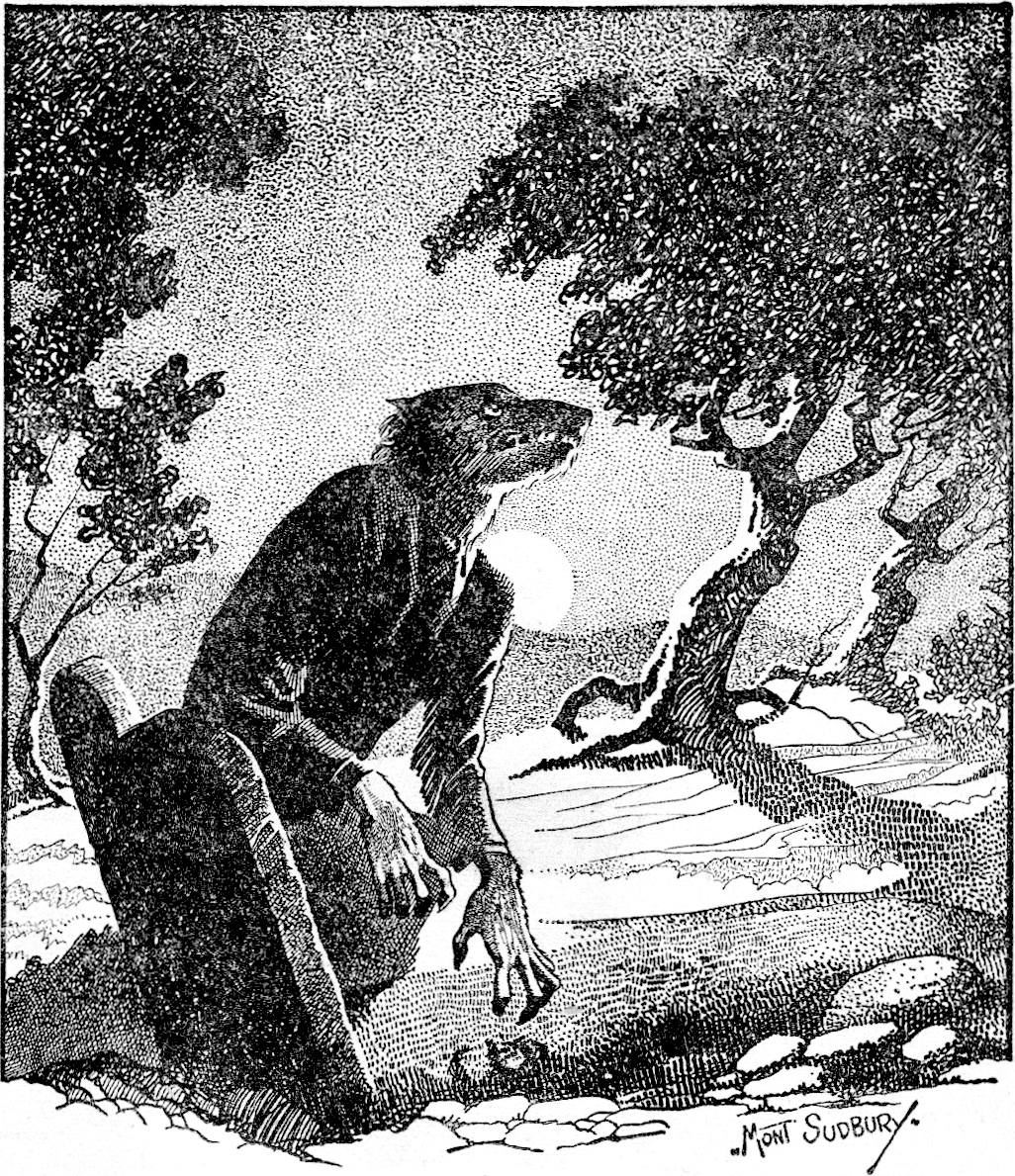
Bức tranh mô tả cảnh một người sói

Người sói hay Ma sói, Hồn sói còn được biết đến với tên là lycanthrope (tiếng Hy Lạp: λυκάνθρωπος; với λύκος hay lukos nghĩa là sói và άνθρωπος hay anthrōpos nghĩa là người), là một tạo vật trong huyền thoại và truyện cổ tích với đặc điểm là một con người có khả năng biến hình trở thành sói xám hoặc là một con sói hình người. Khả năng chuyển hoá này có thể do cố ý hoặc không cố ý bị một người sói khác cào hoặc cắn, đôi khi là do bị nguyền rủa. Hai nguồn là biên niên sử viết vào thời Trung Cổ ở châu Âu Gervase của Tilbury và người Hy Lạp cổ (qua các ghi chép của tác giả La Mã Petronius) nói rằng sự chuyển hóa này thường diễn ra vào dịp trăng tròn.

## Nguyên sử
Những người sói từ được cho là xuất phát từ Wer tiếng Anh (hay được) - được phát âm khác nhau như / wɛər, wɪər, wɜr / - và Wulf. Phần đầu tiên, Wer, dịch là "người đàn ông" (theo nghĩa cụ thể của người đàn ông, không phải là loài người nói chung). Nó có cognates trong một số ngôn ngữ Đức bao gồm wair Gothic, Wer Old cao của Đức, và Old verr Bắc Âu, cũng như trong ngôn ngữ Ấn-Âu khác, như tiếng Phạn "Vira", tiếng Latin vir, Ailen sợ hãi, vyras Lithuania, và gŵr tiếng xứ Wales, mà có cùng một nghĩa. Các hiệp hai, Wulf, là tổ tiên của "con sói" tiếng Anh hiện đại, trong một số trường hợp nó cũng có ý nghĩa chung "con quái vật."
Từ thế kỷ XVI, thế giới dường như bùng nổ vấn nạn người sói. Đâu đâu người ta cũng coi người sói như mối hiểm họa, như những con quái vật giết người hàng loạt. Nhiều người sói đã bị bắt, bị các tòa án dị giáo kết tội xử tử với những phán quyết khẳng định đây là những hành động của phù thủy, từ đó dẫn đến một phong trào săn lùng tiêu diệt phù thủy và người sói trong thời gian này. Chỉ tính riêng ở Pháp, từ năm 1520 - 1610 đã có khoảng 30.000 người sói bị hành quyết. Trong giai đoạn này ở châu Âu cũng có khoảng 100.000 trường hợp người sói bị đưa lên đoạn đầu đài.
Một vụ án gây dư luận lớn về người sói được ghi nhận vào năm 1603, Jean Grenier xuất hiện ở các cánh đồng với hình dạng sói chuyên hù dọa và giết hại những bé gái cùng lứa tuổi mình. Ban đầu tòa tuyên án hỏa thiêu nhưng sau đó đã nhận thấy những biểu hiện tâm thần của Jean Grenier nên thay đổi hình phạt, Jean Grenier chỉ bị giam giữ trong một tu viện. Vụ án này đánh dấu sự kết thúc của những vụ án về người sói. Tòa án cuối cùng đã thừa nhận rằng những người sói không phải là tội phạm mà là bệnh nhân tâm thần và cần thiết phải có một phương pháp điều trị. Điều viết trên hoàn toàn không thể xảy ra được. Sự của việc cậu bé cho thấy cậu là người tâm thần, nhưng không có nghĩa là tất cả các người sói đều bị như vậy. Có thể nói sói là một con vật có khả năng sinh tồn rất cao.

## Đặc điểm
Người sói thường được gắn liền với sức mạnh siêu đẳng các giác quan vượt xa cả sói lẫn con người. Với tất cả những gì bẩn thỉu nhất như là hàm mập mạp và bàn chân tấn công như một con sói được sử dụng trong một cuộc xung đột với kẻ thù hay con mồi của nó. Người sói thường được nhắc đến là một người châu Âu, mặc dù về thời gian sau truyền thuyết này đã được lan truyền hầu khắp thế giới. Từ xa xưa, nó được biết đến với kiểu giết người khác bằng một con dao găm và dấu vết của vết cắn cũng được tìm thấy trên các nạn nhân đã chết. Biến hình giống như người sói thì rất phổ biến trong các truyện cổ tích trên khắp thế giới, đặc biệt là truyện cổ tích của người Mỹ bản địa, mặc dù trong những tiểu thuyết ấy là biến thành con vật khác chứ không phải là sói.
Thật ra có thể nói người sói giết người chỉ có 1 nguyên nhân. Người sói giết người để sinh tồn vì tất cả mọi người đều căm ghét và muốn giết người sói (đây là người sói không mang tính cách tàn bạo, dã man như những người sói khác.) Tuy nhiên không ai biết rõ khi người sói biến hình vào lúc nào. Nhưng nhiều người cho rằng người sói biến hình vào đêm trăng tròn khi hoa phụ tử nở.
Có một số truyền thuyết cho rằng chỉ có người sói mới có thể đánh bại được ma cà rồng, và luôn là khắc tinh truyền kiếp đối với ma cà rồng. Một phát cắn của người sói có thể gây vết thương hoại tử cực kỳ nghiệm trọng, độc tố từ vết cắn không những ngăn cản khả năng tái tạo vết thương của ma cà rồng mà còn khiến nó trầm trọng hơn, nhưng vào thời trung cổ người ta tin rằng nếu lúc còn sống là người sói còn lúc chết đi sẽ hoá thành ma cà rồng. Người sói hiện nay luôn là chủ đề của những cuốn sách hư cấu hiện đại, mặc dù người sói hư sói được cho là có những điểm khác biệt với trong tác phẩm văn học cũ, đặc biệt là dễ bị thương hoặc có thể chết vì viên đạn bạc bởi đạn bạc đốt cháy và ngăn chặn khả năng làm lành vết thương, ngoài ra người sói cũng rất sợ loài hoa bả sói, bởi mùi hương làm suy yếu và độc tố cực mạnh của loài hoa này có thể giết chết người sói nếu dính phải. Người sói tiếp tục tồn tại trong văn hóa hiện đại và hư cấu với việc phim ảnh, sách báo và truyền hình gắn người sói với hình tượng một trong những tạo vật dễ sợ nhất. Người sói có điểm yếu là sợ bạc và hoa bả sói.